# Amyrtaeus
Amyrtaeus (hay Amenirdisu) của Sais là vị vua duy nhất thuộc vương triều thứ Hai mươi tám của Ai Cập và được cho là có liên quan đến gia đình hoàng tộc của vương triều thứ Hai mươi sáu. Ông đã chấm dứt giai đoạn chiếm đóng đầu tiên của người Ba Tư ở Ai Cập và trị vì từ năm 404 TCN cho đến năm 399 TCN.
Amyrtaeus có thể là cháu nội của Amyrtaeus của Sais, ông ta được cho là đã tiến hành một cuộc nổi dậy vào năm 465-463 trước Công nguyên cùng với vị tù trưởng người Libya, Inarus (một người cháu nội của Psamtik III), chống lại viên satrap của Artaxerxes I. Ông được biết đến thông qua các ghi chép bằng tiếng Aram và Hy Lạp cổ đại, và được đề cập tới trong Biên niên sử thông dụng. Ông cũng không để lại bất cứ công trình kỷ niệm nào và tên của ông trong tiếng Ai Cập chỉ được phục dựng lại từ những đoạn ngắn viết bằng chữ viết bình dân.
Trước khi giành được ngai vàng của Ai Cập, Amyrtaeus đã nổi dậy chống lại Darius II vào khoảng năm 411 TCN, ông đã lãnh đạo một cuộc chiến tranh du kích ở khu vực phía Tây đồng bằng châu thổ sông Nile xung quanh thành phố quê hương Sais của ông. Sau khi Darius qua đời, Amyrtaeus đã tự tuyên bố mình là vua vào năm 404 TCN. Theo Isocrates, Artaxerxes II đã tập hợp một đạo quân ở Phoenicia dưới quyền chỉ huy của Abrocomas để chiếm lại Ai Cập ngay sau khi vừa lên ngôi vua, nhưng những vấn đề về chính trị với người em trai Cyrus trẻ đã ngăn cản điều này xảy ra, nó cho phép người Ai Cập có đủ thời gian để lật đổ sự cai trị của nhà Achaemenes. Mặc dù sự thống trị của Amyrtaeus ở phía tây khu vực đồng bằng châu thổ đã được thiết lập vào năm 404 trước Công nguyên, Artaxerxes II vẫn tiếp tục được công nhận là vua tại Elephantine cho tới cuối năm 401 trước Công nguyên, trái lại cuộn giấy cói viết bằng tiếng Aram đến từ địa điểm này lại đề cập tới Năm trị vì thứ năm của Amyrtaeus vào tháng 9 năm 400 TCN. Cuộn giấy cói Elephantine cũng ghi lại rằng trong giai đoạn giữa năm 404 và năm 400 trước Công nguyên (hoặc thậm chí năm 398 TCN) Thượng Ai Cập vẫn còn nằm dưới sự kiểm soát của người Ba Tư, trong khi các lực lượng của Amyrtaeus kiểm soát khu vực đồng bằng.
Amyrtaeus đã bị đánh bại vị vua kế vị ông, Nepherites I của Mendes, đánh bại trên chiến trường và bị hành quyết tại Memphis, một sự kiện được cuộn giấy cói Brooklyn 13 viết bằng tiếng Aram ngụ ý là đã xảy ra vào tháng 10 năm 399 TCN.